# یانینا سوکولووا
یانینا سوکولووا (اوکراینی: Яніна Михайлівна Соколова؛ زادهٔ ۶ مارس ۱۹۸۴) مجری تلویزیون، روزنامه‌نگار، بازیگر، و تهیه‌کننده تلویزیونی اهل اوکراین است.